# Urban Blank

Urban Blank, 1975
(Foto: Herbert Maeder)

Urban Blank (* 12. April 1922 in Wil, Kanton St. Gallen; † 20. Dezember 2020 in Trogen, Kanton Appenzell Ausserrhoden) war ein Schweizer Bildhauer, Maler, Zeichen- und Werklehrer und Pädagoge.

## Leben und Werk
Urban Blank wuchs als Sohn des Altarbauers Anton Blank (1884–1971), Mitinhaber der Altarbaufirma Marmon und Blank, und seiner früh verstorbenen Mutter Paula Blank-Jenny, die als Weissnäherin arbeitete, in Wil auf.
Wie Werner Hilber absolvierte Blank von 1937 bis 1940 im väterlichen Betrieb eine Lehre als Holzbildhauer und trat in die Kunstgewerbeschule St. Gallen ein. Anschliessend bildete er sich beim Zürcher Bildhauer Alfons Magg (1891–1967) weiter und besuchte an der Universität Zürich Vorlesungen über Anatomie.
Als Assistent von Josef Büsser (1896–1952) arbeitete Blank später an grossen Skulpturen für die Kirchen von Sirnach, Uznach und Henau. Nach seiner Studienreise 1940–1941 nach Rom wollte Blank als freischaffender Künstler in Wil tätig sein, was sich jedoch als unmöglich erwies. Als Assistent von Bernhard Bleeker bildete er sich 1941 an der Akademie der Bildenden Künste München weiter. 1942 kehrte Blank in das väterliche Altarbauatelier zurück und trat 1943 in die Wiler Hofgesellschaft ein. Die Gesellschaft förderte Musik, Literatur und die bildenden Künste. 1945 richtete Blank in Wil sein eigenes Atelier ein.

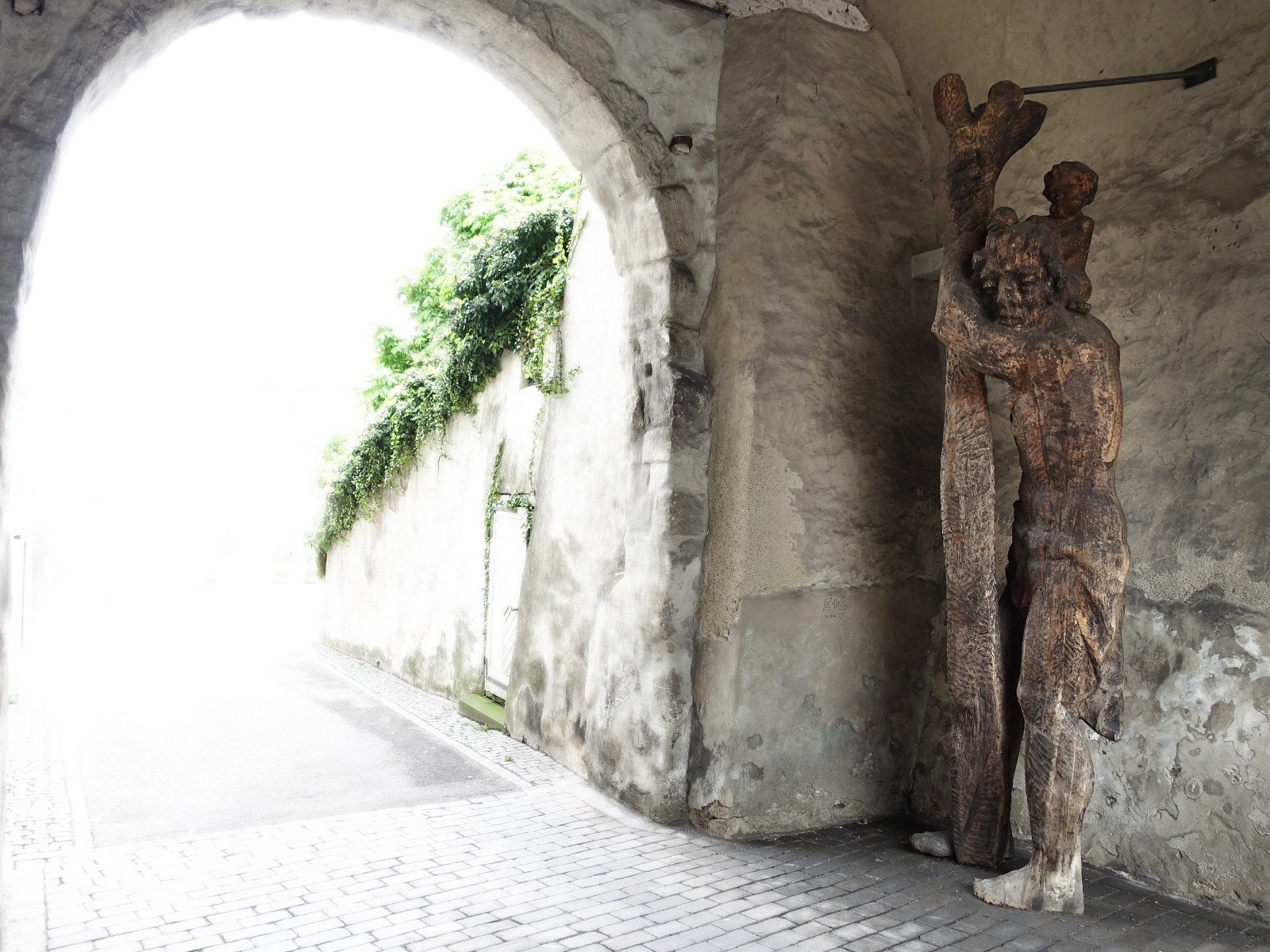
Christophorus, 1950

1954 erhielt Blank ein Eidgenössisches Kunststipendium, was ihm ermöglichte, für weitere zwei Jahre im Sommer an der Münchner Akademie zu studieren. Im Winter arbeitete Blank im Altarbauatelier. 1956 beschloss Blank, zusammen mit amerikanischen Kunststudenten nach New York zu reisen. Nach einem kurzen Studienaufenthalt an der Universität Rochester entschloss er sich, nach Santiago de Chile auszuwandern, um sich mit den präkolumbischen Kulturen auseinanderzusetzen. Bevor er als Student in die Facultad Bellas Artes der Universidad de Chile eintrat, wo er auch mit der Bildhauerin Marta Colvin Andrade (1907–1995) zusammenarbeitete, verdiente Blank seinen Lebensunterhalt als Strassenmaler.
Von der Schweizer Schule Colegio Suizo in Ñuñoa, Santiago de Chile, erhielt Blank 1958 den Auftrag für die künstlerische Gestaltung an deren Neubau. Blank widmete sich zudem intensiv der Bildhauerei, die ihm zunehmend Anerkennung, u. a. die Aufnahme in die chilenische Künstlergruppe, und weitere Aufträge einbrachte. Er bereiste die meisten Länder Südamerikas, und die Auseinandersetzung mit den verschiedenen Kulturen hat sein Werk und sein Wirken als Künstler und Pädagoge geprägt.
1959 nahm Blank an der ersten Ausstellung plastischer Kunstwerke im Parque Forestal in Santiago teil. Im Jahr darauf wurde er zu einer Ausstellung im Saal des Erziehungsministeriums eingeladen. An der Schweizer Schule unterrichtete Blank ab 1962 die Gymnasialklasse in den Fächern Zeichnen, Werken und Kunstgeschichte. 1967 heiratete er eine Lehrerin, die ebenfalls an der Schule unterrichtete. Zusammen hatten sie vier Kinder.
Nach einem kurzen Schweizer Aufenthalt zwecks Weiterbildung an der Kunstgewerbeschule Zürich wurde Blank 1974 nach Chile berufen. Dort unterrichtete er während eines Jahres als vollamtlicher Professor für Bildhauerei an der Facultad Bellas Artes der Universidad de Chile. Danach reiste er für einen Skulpturenauftrag an die Schweizer Schule Campus Mexiko-Stadt.
1974 kehrte Blank nach Europa zurück, um in München seinen Diplomabschluss als Bildhauer zu machen. Anschliessend war er für zwölf Jahre als Zeichen- und Werklehrer für das Kinderdorf Pestalozzi in Trogen tätig. Zum Internationalen Jahr des Kindes entstand das Buch Der Knopf, eine Sammlung von Kinderzeichnungen und -texten zum Thema Knopf. Ein wesentliches Anliegen von Blank bestand darin, Kinder und Erwachsene zu ermutigen, ihre eigenen Vorstellungen und Gefühle mit Farben auf das Papier zu bringen.
Blanks Werke wurden an zahlreichen Ausstellungen im In- und Ausland gezeigt. Seine Werke finden sich in Santiago de Chile und in Mexiko-Stadt. Auch im öffentlichen Raum der Stadt Wil sind mehrere Kunstwerke von ihm anzutreffen. Blank war Mitglied in der GSMBA, in der chilenischen Künstlergruppe und in der Accademia Italia.
Die erste umfassende Retrospektive für Blank wurde 1984 von der Casino-Gesellschaft Herisau organisiert. 1987 stellte Blank seine Werke im Alten Zeughaus in Herisau aus. Einen Teil seiner Werke pflegt die Ortsbürgergemeinde Wil im Rahmen ihrer Stiftung. Ziel dabei ist es unter anderem, das Schaffen des Wiler Künstlers, darunter Werke aus Bronze, Holz und Stein sowie verschiedene Zeichnungen, der Öffentlichkeit zugänglich zu machen.
2006 erhielt Blank den Anerkennungspreis der Stadt Wil. Zum 90. Geburtstag von Blank fand 2012 eine Ausstellung in der Dienerschaftskapelle im Hof zu Wil statt. Urban Blank lebte ab 1975 bis zu seinem Tod in Trogen.

## Werke (Auswahl)

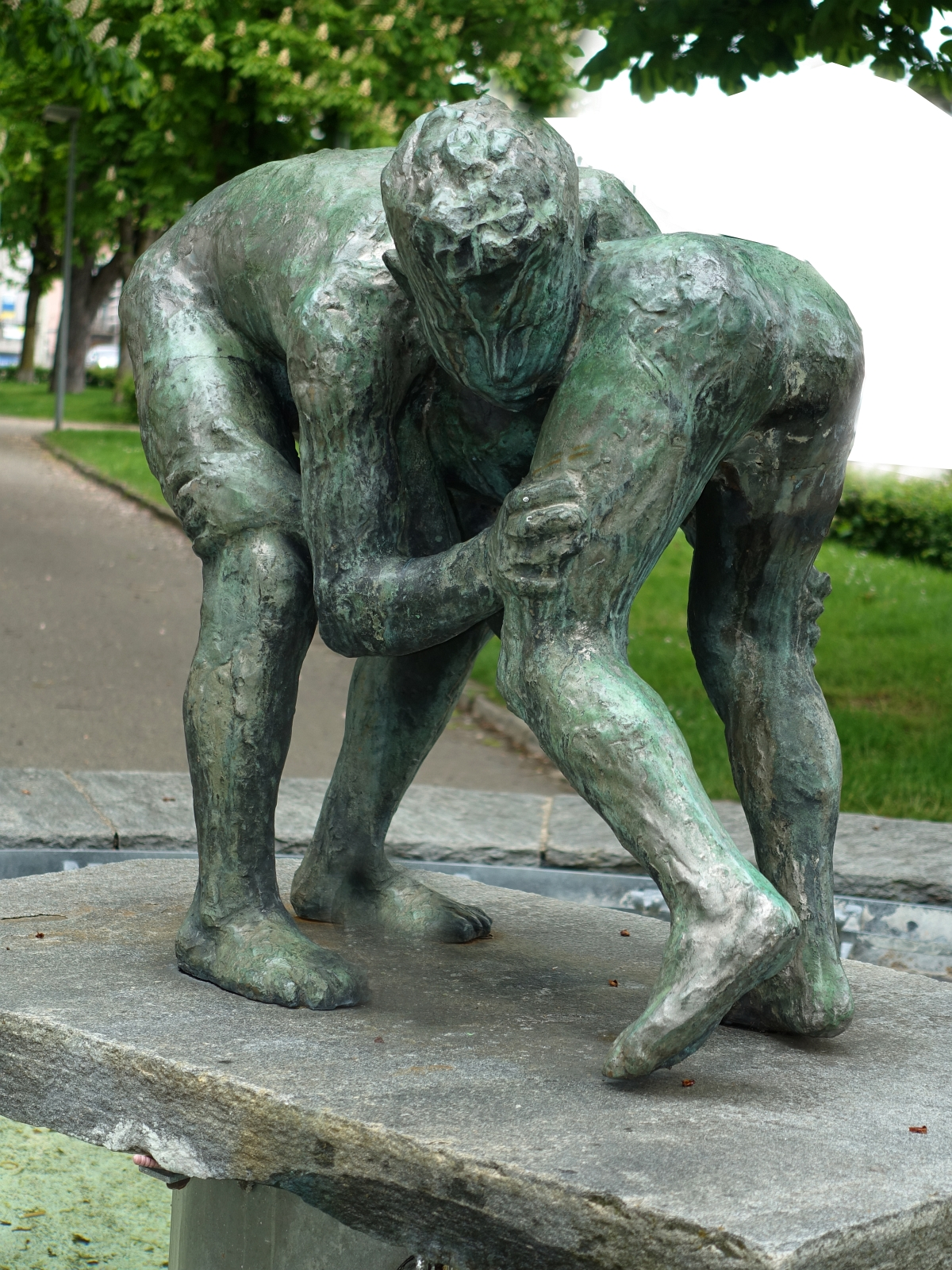
Ringende Knaben, 1955

- Der Dürstende, Brunnenskulptur in Bruggen, 1948
- Christophorus, Holzskulptur beim Wiler Tordurchgang, 1950
- Ringende Knaben, Brunnenskulptur am Alleeschulhaus in Wil, 1955
- Bärengruppe, Granitfindling, Holzskulpturen und Mobile für die Schweizer Schule in Ñuñoa, Santiago de Chile, 1958
- Heidibrunnen für die Schweizer Schule in Ñuñoa, Santiago de Chile, 1965
- Der Tod und das Mädchen, Skulptur, Friedhof Wil, 1977
- Das Kindertor, Holzskulptur in Wil, 1977
- Vita Parcours, Skulptur in Rorschach, 1981
- Bildhauerwoche in Brunnen, 1990

## Publikationen (Auswahl)
- Der Knopf. Mit Arbeiten von Schülern im Pestalozzidorf. Atlantis Verlag, 1981 ISBN 978-3-76110560-3.
- Wege zum Zeichnen, Malen und Bilderlesen. Illustriert und kommentiert von Schülerinnen und Schülern im Kinderdorf Pestalozzi in Trogen. Werd Verlag, Zürich 1990.